# الحرب على المخدرات

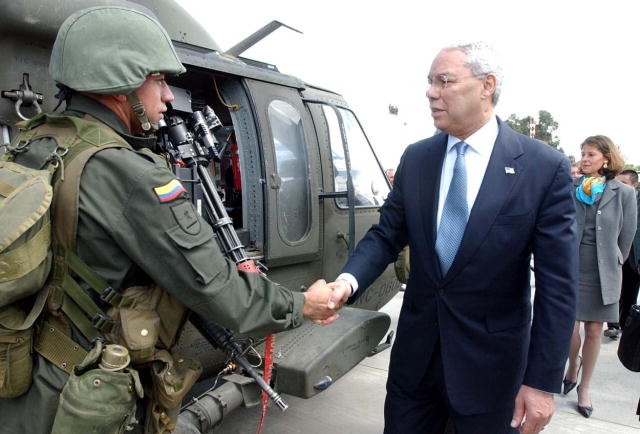

الحرب على المخدرات هو مصطلح أمريكي يطلق عادة في حملة حكومة الولايات المتحدة لحظر المخدرات، بهدف معلن يجري للحد من تجارة المخدرات غير المشروعة.والمساعدات العسكرية، والتدخل العسكري، بهدف الحد من تجارة المخدرات غير المشروعة.وتشمل هذه الحملة مجموعة من السياسات الدوائية التي تهدف إلى إيقاف استهلاك المخدرات وقد شاع هذا المصطلح من قبل وسائل الاعلام بعد وقت قصير من مؤتمر صحفي تم عقده يوم 18 يونيو1971 برعاية رئيس الولايات المتحدة ريتشارد نيكسون.